# Linia de succesiune la tronul din Spania

Stema monarhiei spaniole

În Spania, ordinea succesiunii la tron se stabilește după sistemul primogeniturii cognatice cu preferință masculină: copiii de sex masculin au întâietate față de surorile lor, indiferent de vârstă. Dacă nu există descendenți pe linie masculină într-o anumită generație, atunci succed copiii pe linie feminină și descendenții lor. Cu toate acestea, potrivit art. 57.2. al Constituției din 1978, moștenitorul tronului, odată ce a fost desemnat Prinț de Asturia, își va păstra această poziție chiar și în cazul în care se nasc alți descendenți care s-ar situa mai sus în ordinea succesiunii. Astfel, Infanta Leonor, care a devenit Prințesă de Asturia după urcarea pe tron a tatălui său, va rămâne prințesa moștenitoare a Spaniei chiar dacă părinții săi vor avea un fiu.

## Ordinea succesiunii
- Regele Juan Carlos I (n. 1938)
  -  Regele Felipe al VI-lea (n. 1968)
    - (1) Infanta Leonor, Prințesă de Asturia (n. 2005)
    -  (2) Infanta Sofía (n. 2007)

  - (3) ASR Infanta Elena, Ducesă de Lugo (n. 1963)
    - (4) Felipe de Marichalar y Borbón (n. 1998)
    - (5) Victoria de Marichalar y Borbón (n. 2000)

  - (6) ASR Infanta Cristina a Spaniei (n. 1965)
    - (7) Juan Urdangarín y de Borbón (n. 1999)
    - (8) Pablo Urdangarín y de Borbón (n. 2000)
    - (9) Miguel Urdangarín y de Borbón (n. 2002)
    - (10) Irene Urdangarín y de Borbón (n. 2005)